# Aleksandar Deroko
Aleksandar Deroko (v srbské cyrilici Александар Дероко; 4. září 1894 Bělehrad, Srbsko – 30. listopadu 1988 Bělehrad, SFRJ) byl srbský architekt, umělec a spisovatel. Byl profesorem Univerzity v Bělehradě a členem SANU.

## Biografie
Jeho rodina byla benátského původu. Sám Aleksandr nebyl dobrým studentem na střední škole. Před vypuknutím první světové války se zapsal na studia technické fakulty Univerzity v Bělehradu. Během války se stal dobrovolníkem v dělostřelectvu. Převelen byl do Skopje, kde sloužil v jednotce o 1300 lidech. V roce 1915 byl poslán na studia do Francie a neúčastnil se proto stažení srbské armády na Korfu. Později bojoval na Soluňské frontě.
Architekturu následně studoval v Římě, v Praze, Brně a v Bělehradu, kde svá studia v roce 1926 zakončil. Poté ještě strávil nějakou dobu jako stipendista v Paříži, kde se věnoval studiu byzantské architektury. O rok později navrhl první objekt, kterým se stal dům plukovníka Elezoviće v Bělehradě. Za ní získal různá ocenění a dostal se do lepšího povědomí jugoslávské architektonické obce.
V roce 1930 se stal univerzitním profesorem v Bělehradě; vyučoval středověkou a byzantskou architekturu. Spolu s Bogdanem Nestorovićem vypracoval v téže době projekt chrámu svatého Sávy, který byl ohodnocen druhou cenou, ale i přesto byl nakonec realizován. Od roku 1956 byl členem SANU. Deroko napsal řadu knih, mezi které patří Středověké hrady na Dunaji (1964), nebo Mangupluci oko Kalemegdana (1987). Jednu knih věnoval také i klášterům na hoře Athos, které za svůj život několikrát navštívil.

## Tvorba
Aleksandar Deroko se věnoval především církevním stavbám, mezi které patřily např.
- Chrám svatého Sávy v Bělehradě (spolu s Bogdanem Nestorovićem).
- Bohoslovecký internát v Bělehradě spolu s Petrem Anagostijem.
- Památník kosovských hrdinů na Gazimestanu (1952).
- část kláštera Žiča.
- Chrám Proměnění Páně v Novém Sarajevu.
- Kaple vidovdanských hrdinů, kde byl pohřben Gavrilo Princip.
- Dům plukovníka Elezoviće v Bělehradu
- Nikolajevićův dům v Bělehradě